# Nizami (métro de Bakou)
Pour les articles homonymes, voir Nizami (homonymie).
Nizami Gəncəvi est une station de métro azerbaïdjanaise de la ligne 2 du métro de Bakou, située rue Zargarpalan, district Yasamal de la ville de Bakou.
Elle est mise en service en 1976.

## Situation sur le réseau
Établie en souterrain, la station Nizami est située sur la ligne 2 du métro de Bakou, entre les stations Xətai, terminus de la ligne, et Elmlər Akademiyası, en direction de Dərnəgül.

## Histoire
La station Nizami, créée par les architectes Huseynov et Abdullayev, est mise en service le 31 décembre 1976. Elle est nommée en référence à Nizami, poète persan.